# 日本いけばな芸術協会
公益財団法人日本いけばな芸術協会（にほんいけばなげいじゅつきょうかい）は、いけばな各流派の提携を通じて、いけばな芸術の昂揚とその普及啓発をはかり、わが国の文化の向上発展及び豊かな人間性に根ざしたより良き社会の形成に寄与することを目的とする。

## 概要
1966年に高松宮妃喜久子を名誉総裁として設立された。実際の運営をになう初代執行部としては、副会長に池坊専永（池坊）、理事長に勅使河原蒼風（草月流）、副理事長に小原豊雲（小原流）、相談役に山本忠男（池坊。専永の母方伯父）が就任した。
加入は流派単位で、流派の代表者の推薦が必要。約300の華道流派が登録しており、会員数は4,000名以上（2017年時点で東部2403名、西部 1696名）。日本の東部と西部に分かれており、東部の事務局は東京都千代田区永田町、西部の事務局は大阪市中央区高麗橋にある。

## 年表
- 1966年（昭和41年） - 財団法人日本いけばな芸術協会として発会。名誉総裁は高松宮妃喜久子。
- 1967年（昭和42年） - 石坂泰三が副総裁に就任（当時経済団体連合会（経団連）会長）。
- 1992年（平成4年） - 常陸宮妃華子が名誉総裁に就任。
- 1998年（平成10年） - トヨタ自動車の豊田章一郎が副総裁に就任（元経団連会長）。
- 2007年（平成19年） - 遠山敦子が会長に就任（元文部科学大臣）。
- 2023年（令和5年） - 藤原誠が会長に就任（東京国立博物館長）

## 主な活動
- 展覧会「日本いけばな芸術展」を主催（1年に2回）

- 博覧会などに出品。

- 会誌「花」を発行（年1回）

- 褒章：いけばな褒賞杯

- 研修・新人育成

- いけばなの広報・普及促進（海外を含む）

## 役員
2023年6月時点での役員名は下記の通り。
- 名誉総裁: 常陸宮妃華子殿下
- 会長: 藤原誠
- 副会長: 池坊専好、勅使河原茜
- 名誉顧問: 池坊専永
- 顧問: 服部悦子
- 相談役: 肥原碩甫
- 理事長: 矢上哲己
- 副理事長: 小原宏貴、吉村華洲